# Hates: House at the End of the Street
Hates: House at The End of the Street (House at The End of the Street) è un film del 2012 diretto da Mark Tonderai e interpretato da Jennifer Lawrence, Elisabeth Shue e Max Thieriot.

## Trama
John e Mary Jacobson vengono uccisi dalla propria figlia Carrie-Anne. Anni dopo Elissa e sua madre Sarah Cassidy, alla ricerca di un nuovo inizio dopo il divorzio, si trasferiscono in una piccola e rurale cittadina. Presto le due scoprono che la casa di fronte alla loro è proprio quella in cui avvenne l'omicidio e che la bambina scomparve. Elissa inizia una relazione con Ryan, fratello della giovane assassina ed unico sopravvissuto alla tragedia, mentre Sarah non si fida. Con il proseguire della relazione Ryan confida ad Elissa che da bambino una volta dovette occuparsi della sorella mentre i genitori erano sotto l'effetto di droghe, ma la fece cadere dall'altalena e questo lese permanentemente il suo cervello inducendola a comportamenti aggressivi, sfociati poi nell'omicidio dei genitori.
Intanto, in segreto, Ryan si prende cura di un'ormai adulta Carrie-Anne. Quando questa fugge, però, il fratello la uccide senza volerlo. A questo punto, sconvolto, si reca in un ristorante, dove incontra la cameriera Peggy Jones. Elissa inizia ad insospettirsi e, trovati dei tamponi nella spazzatura di Ryan, va ad esplorare casa sua. Qui trova la stanza segreta in cui era rinchiusa Carrie-Anne, poi delle lenti a contatto azzurre ed il portafoglio di Peggy. La ragazza capisce allora che Ryan ha rapito la cameriera e sta tentando di farla assomigliare alla sorella scomparsa. Ryan, ormai scoperto, rinchiude Elissa nella stanza, per poi rivelarle che in realtà la sorella morì cadendo dall'altalena e fu lui ad uccidere i genitori perché lo incolparono dell'avvenimento. Il giovane si prepara dunque a far diventare Elissa la nuova Carrie-Anne, come le molte altre ragazze rapite negli anni.
Proprio in quel momento arriva l'ufficiale Bill Weaver, poliziotto chiamato dopo l'aggressione in cui Ryan era stato attaccato da alcuni ragazzi ma, reagendo, aveva spezzato la gamba ad uno di loro. Il poliziotto, insospettito da alcuni rumori, entra in casa, ma viene aggredito ed ucciso dal ragazzo. Elissa intanto si è liberata e raggiunge il suo aguzzino, sparandogli con la pistola del poliziotto, poi Sarah, giunta sul luogo, dà il colpo di grazia al ragazzo stendendolo con una martellata alla testa. Elissa e Sarah ripartono alla ricerca di un nuovo inizio, mentre Ryan, rinchiuso in una clinica psichiatrica, ricorda quando i suoi genitori lo vestivano e trattavano come la sorellina defunta, picchiandolo quando lui si rifiutava di assecondarli e conducendolo alla pazzia.

## Produzione
Le riprese del film si sono svolte quasi interamente a Ottawa, in Canada.

## Distribuzione
Negli Stati Uniti è stato distribuito il 21 settembre 2012. In Italia è stato distribuito da Eagle Pictures il 13 giugno 2013.
Il film è stato commercializzato nel mercato home video nei formati DVD e Blu-ray a partire dall'8 gennaio 2013.

## Accoglienza

### Incassi
Hates – House at The End of the Street ha incassato in tutto il mondo oltre 44 milioni di dollari, a fronte di un budget di appena 6.9 milioni.

### Critica
Hates - House at The End of the Street è stato accolto negativamente dalla critica, che ne ha criticato la sceneggiatura e la realizzazione, lodando però la performance della Lawrence. Sull'aggregatore di recensioni online Rotten Tomatoes, il film detiene una percentuale del 12% di giudizi positivi, basata su 60 recensioni.